# 放課後!ダンジョン高校
『放課後!ダンジョン高校』（ほうかごダンジョンこうこう）は、山西正則による日本の漫画。『月刊COMICリュウ』（徳間書店）にて、2013年3月号から連載開始。同誌の休刊後、WEB連載に移行して2018年11月20日まで連載。全67話。

## ストーリー
レジャー三昧の青春を夢見て四国の源五郎島にある弾正高校へと進学をした宇佐見ヨウイチは早くも現実を知ることになる。そこは地下に広がる古代遺跡から湧き出るモンスターと遺跡発掘による一攫千金を目指す荒くれ者達の島であった。
9巻からは主人公が最上トキに変更し、事実上第2部となる。

## 登場人物
宇佐見ヨウイチ（うさみ ヨウイチ）
本作の主人公。ごく普通の高校生、阿螺井にそそのかされ源五郎島に来た。遺跡を冒険する中、オーパーツに身を委ね人外の力を得た代償として生殖機能をもたない体となっている。
三笠シオ（みかさ シオ）
島で猟をして生計を立てる大人しい少女。左足の義足を武器に巨大なモンスターを狩る。後に宇佐見の子供を身籠る。
阿螺井（あらい）
宇佐美の同級生。いつもサングラスを掛けている。遺跡で消息を絶った父を追って島に来た。武器はライフル。
宇佐美同様にオーパーツに身を委ね人外の力を得た代償として生殖機能をもたない体となっている。自身の体だけでなく宇佐美に嘘を繰り返していた阿螺井の体まで人間に戻そうとしている宇佐見のひたむきさを理解した後は少しずつ宇佐見との距離を縮める努力をしている。
朝生田悠美（あそだ ゆみ）
高校のアイドル。かつて芸能事務所に所属していた。
成長著しい部位が自慢であり、普段から露出の激しい服装を心掛けている。宇佐見からは長所が胸以外ないことを指摘されており、実は非常に気にしている。
鵜狩川（うかりかわ）
学校の教員。

## 書誌情報
- 山西正則 『放課後!ダンジョン高校』 徳間書店〈RYU COMICS〉、全11巻
  1. 2013年7月13日発売、ISBN 978-4-19-950346-7
  2. 2014年1月11日発売、ISBN 978-4-19-950374-0
  3. 2014年8月12日発売、ISBN 978-4-19-950411-2
  4. 2015年2月13日発売、ISBN 978-4-19-950440-2
  5. 2015年9月12日発売、ISBN 978-4-19-950473-0
  6. 2016年3月12日発売、ISBN 978-4-19-950498-3
  7. 2016年9月13日発売、ISBN 978-4-19-950528-7
  8. 2017年4月13日発売、ISBN 978-4-19-950563-8
  9. 2017年10月13日発売、ISBN 978-4-19-950592-8
  10. 2018年5月11日発売、ISBN 978-4-19-950626-0
  11. 2019年1月12日発売、ISBN 978-4-19-950665-9